# Arzene
Arzene (friülà Darzin ) és un antic municipi italià, dins de la província de Pordenone. L'any 2007 tenia 1.784 habitants. Limitava amb els municipis de Casarsa della Delizia, San Giorgio della Richinvelda, San Martino al Tagliamento, Valvasone i Zoppola.
El 2015 es fa fusionar amb el municipi de Valvasone creant així el nou municipi de Valvasone Arzene.

## Administració
| Període | Identitat          | Partit         |
| ------- | ------------------ | -------------- |
| 2004-?  | Luciano Scodellaro | Centreesquerra |